# Alsophylax tadjikiensis
Espèce
Synonymes
- Alsophylax laevis tadjikiensis Golubev, 1979

Statut de conservation UICN

 CR B1ab(iii) : 
En danger critique
Alsophylax tadjikiensis est une espèce de geckos de la famille des Gekkonidae.

## Répartition
Cette espèce est endémique du Tadjikistan,.

## Description
C'est un gecko insectivore, terrestre et nocturne.

## Taxinomie
Cette espèce décrite comme une sous-espèce d'Alsophylax laevis a été élevée au rang d'espèce par Golubev en 1984.

## Étymologie
Son nom d'espèce, composé de tadjik et du suffixe latin -ensis, « qui vit dans, qui habite », lui a été donné en référence au lieu de sa découverte.

## Publication originale
- Golubev, 1979 : Geographic variability and taxonomy of gecko Alsophylax laevis Nikolsky 1905 (Sauria, Gekkonidae). Proceedings of the Zoological Institute, Academy of Science, USSR, vol. 89, p. 55-63.